# Skarpabborrtjärnen (Älvros socken, Härjedalen)
Skarpabborrtjärnen är en sjö i Härjedalens kommun i Härjedalen och ingår i Ljusnans huvudavrinningsområde.